# István Bagyula
István Bagyula (Budapeste, 2 de janeiro de 1969) é um antigo atleta húngaro, especialista em salto com vara.
Foi campeão mundial júnior em 1988, com a marca de 5.65m que, na altura, igualava o recorde mundial júnior, pertença de Rodion Gataullin desde 1984. Essa marca constitui, ainda hoje, o recorde dos campeonatos. 
Bagyula venceria ainda, por três vezes, as Universíadas em que participou. Esteve presente nas finais olímpicas de Seul '88 (7º lugar) e de Barcelona '92 (9º lugar). Em  1991 ganhou a medalha de prata nos Campeonatos Mundiais de Tóquio.
A sua melhor marca pessoal é de 5.92m e foi obtida em Linz no dia 5 de julho de 1991.